# Челкасинське сільське поселення
Челка́синське сільське поселення (рос. Челкасинское сельское поселение) — муніципальне утворення у складі Урмарського району Чувашії, Росія. Адміністративний центр — село Челкаси.
Станом на 2002 рік до складу Челкасинської сільської ради входили також присілок Нове Шептахово, який пізніше був переданий до складу Великочакинського сільського поселення, присілки Сітміші та Чегедуєво, які пізніше були передані до складу Кульгеського сільського поселення.

## Населення
Населення — 1477 осіб (2019, 1695 у 2010, 1850 у 2002).

## Склад
До складу поселення входять такі населені пункти:
| Населений пункт           | Населення, осіб (2002) | Населення, осіб (2010) |
| ------------------------- | ---------------------- | ---------------------- |
| Анаткаси, присілок        | 327                    | 309                    |
| Старе Шептахово, присілок | 221                    | 194                    |
| Челкаси, село             | 1089                   | 992                    |
| Ямбай, присілок           | 213                    | 200                    |